# Renault Magnum
Il Renault Magnum, inizialmente noto fino al 1991 come Renault Magnum AE, è un autocarro pesante prodotto dal costruttore francese Renault Véhicules Industriels e successivamente dalla Renault Trucks (parte di Renault, poi parte del gruppo Volvo) dal 1990 al 2013.

## Contesto
Lanciato nel maggio 1990, il Magnum è stato insignito del premio "International Truck of the Year" nel 1991.
Il modello ha subito nel corso degli anni dei lievi aggiornamenti, principalmente negli anni 1998, 2002 e 2010, con dei piccoli aggiornamenti estetici e all'interno della cabina.
La trasmissione disponibile di serie è un manuale a 16 velocità con servoassistenza prodotta dalla ZF ad aria compressa, ma a richiesta c'era anche trasmissione automatica Optidrive II a 12 velocità con 4 velocità di retromarcia.
La caratteristica principale del mezzo sta nella costruzione del camion, con la cabina che è completamente separata dal pianale e dal vano motore con il pavimento piatto senza l'ingombro del tunnel centrale; questa divisione, effettuata attraverso un sistema di smorzamento pneumatico, ha come scopo quello di smorzare significativamente il rumore e le vibrazioni per gli occupanti della cabina, aumentando il comfort.
È stato venduto ed esportato anche in Australia, dove veniva commercializzato come Mack Magnum.
La produzione è terminata nel giugno 2013 nello stabilimento di Bourg-en-Bresse, venendo soppiantato dal Renault Trucks T.

## Riconoscimenti
- International Truck of the Year 1991